# طاقة منخفضة الكربون

يتم تعريف الطاقة منخفضة الكربون على أنها مجموع المصادر النووية والمتجددة

تُستمدّ الطاقة منخفضة الكربون من العمليات أو التقنيات التي تُنتج الطاقة بكمياتٍ أقلّ بكثير من انبعاثات ثاني أكسيد الكربون من تلك التي تنبعث عن طريق توليد الطاقة التقليدي باستخدام الوقود الأحفوري. ومن ضمن مصادر توليد الطاقة منخفضة الكربون: طاقة الرياح والطاقة الشمسية والطاقة الكهرومائية والطاقة النووية. يستبعد المصطلح إلى حدٍ كبير مصادر محطات الوقود الأحفوري التقليدية، ويُستخدم فقط لوصف مجموعة فرعية معيّنة من أنظمة الطاقة التي تعمل بالوقود الأحفوري، على وجه التحديد، تلك التي يجري إقرانها بنجاح مع نظام احتجاز وتخزين ثنائي أكسيد الكربون (CCS).

## تاريخها
أبرزت النتائج المهمّة المتعلّقة بالاحتباس الحراري على مدى الثلاثين عامًا الماضية الحاجة إلى الحدّ من انبعاثات الكربون. ومن هذه النتائج جاءا فكرة الطاقة منخفضة الكربون. وضعت اللجنة الدولية للتغيّرات المناخية (IPCC)، التي أنشأتها المنظمة العالمية للأرصاد الجوية (WMO) وبرنامج الأمم المتحدة للبيئة (UNEP: يونيب) في عام 1988، الأولوية العلمية لإدخال الطاقة منخفضة الكربون. واصلت اللجنة الدولية للتغيّرات المناخية (IPCC) تقديم المشورة العلمية والتقنية والاجتماعية الاقتصادية للمجتمع العالمي من خلال إصدار تقارير التقييم الدورية والتقارير الخاصة.
على الصعيد الدولي، كانت أبرز خطوة سابقة لأوانها في اتجاه الطاقة منخفضة الكربون هي التوقيع على «بروتوكول كيوتو»، الذي دخل حيّز التنفيذ في 16 فبراير 2005، والذي التزمت بموجبه معظم الدول الصناعية بتخفيض انبعاثات الكربون. وضع الحدث التاريخي الأسبقية السياسية لإدخال تقنية الطاقة منخفضة الكربون.
على الصعيد الاجتماعي، ربما يكون العامل الأكبر الذي ساهم في توعية الرأي العام بالتغيّر المناخي والحاجة إلى تقنياتٍ جديدة، بما في ذلك الطاقة منخفضة الكربون، هو الفيلم الوثائقي «حقيقة غير مريحة»، الذي أوضح وسلّط الضوء على مشكلة الاحترار العالمي.